# Tina Bachmann
Tina Bachmann (ur. 15 lipca 1986 w Schmiedeberg) – niemiecka biathlonistka, trzykrotna medalistka mistrzostw świata.

## Kariera
Po raz pierwszy na arenie międzynarodowej pojawiła się w 2004 roku, startując w zawodach Pucharu IBU juniorów, zajmując 13. miejsce w sprincie. W 2005 roku wystąpiła na mistrzostwach świata juniorów w Kontiolahti, gdzie zajęła 11. miejsce w sprincie, 18. w biegu pościgowym i 25. w biegu indywidualnym. Na rozgrywanych dwa lata później mistrzostwach świata juniorów w Martell jej najlepszym wynikiem było 15. miejsce w biegu indywidualnym.
W zawodach Pucharu Świata zadebiutowała 19 marca 2009 roku w Trondheim, zajmując 23. miejsce w sprincie. Tym samym już w debiucie zdobyła pierwsze punkty. Na podium zawodów pucharowych pierwszy raz stanęła 27 marca 2009 roku w Chanty-Mansyjsku, wygrywając rywalizację w sprincie. W zawodach tych wyprzedziła Niemkę Simone Hauswald i Annę Carin Zidek ze Szwecji. W kolejnych startach jeszcze jeden raz stanęła na podium: 9 marca 2011 roku w tej samej miejscowości była druga w biegu indywidualnym. Najlepsze wyniki osiągnęła w sezonie 2011/2012, kiedy zajęła 14. miejsce w klasyfikacji generalnej.
Na mistrzostwach świata w Chanty-Mansyjsku w 2011 roku wywalczyła dwa medale. Najpierw zajęła drugie miejsce w biegu indywidualnym, rozdzielając Szwedkę Helenę Ekholm i Witę Semerenko z Ukrainy. Cztery dni później wspólnie z Andreą Henkel, Miriam Gössner i Magdaleną Neuner zwyciężyła w sztafecie. Wynik ten reprezentacja Niemiec w tym samym składzie zdobyła też na rozgrywanych rok później mistrzostwach świata w Ruhpolding. Na tej samej imprezie zajęła też między innymi czwarte miejsce w biegu masowym, przegrywając walkę o medal z Kaisą Mäkäräinen z Finlandii.
Ponadto zdobyła dwa medale mistrzostw Europy w sztafecie: srebrny na ME w Ufie (2009) oraz brązowy podczas ME w Otepää (2015).

## Osiągnięcia

### Mistrzostwa świata
| Rok  | Miejscowość     | Konkurencje | Konkurencje | Konkurencje | Konkurencje | Konkurencje | Konkurencje | Konkurencje |
| Rok  | Miejscowość     | IN          | SP          | PU          | MS          | RL          | MR          | SR          |
| ---- | --------------- | ----------- | ----------- | ----------- | ----------- | ----------- | ----------- | ----------- |
| 2011 | Chanty-Mansyjsk | 2.          | –           | –           | 12.         | 1.          | –           | –           |
| 2012 | Ruhpolding      | 48.         | 22.         | 14.         | 4.          | 1.          | –           | –           |

### Mistrzostwa Europy
| Rok  | Miejscowość | Konkurencje | Konkurencje | Konkurencje | Konkurencje | Konkurencje | Konkurencje | Konkurencje |
| Rok  | Miejscowość | IN          | SP          | PU          | MS          | RL          | MR          | SR          |
| ---- | ----------- | ----------- | ----------- | ----------- | ----------- | ----------- | ----------- | ----------- |
| 2008 | Nové Město  | 7.          | 40.         | 17.         | nd.         | 2.          | nd.         | –           |
| 2009 | Ufa         | 10.         | 4.          | 4.          | nd.         | 3.          | nd.         | –           |
| 2015 | Otepää      | 43.         | 4.          | 7.          | nd.         | 2.          | nd.         | –           |

### Mistrzostwa świata juniorów
| Rok  | Miejscowość | Konkurencje | Konkurencje | Konkurencje | Konkurencje | Konkurencje | Konkurencje | Konkurencje |
| Rok  | Miejscowość | IN          | SP          | PU          | MS          | RL          | MR          | SR          |
| ---- | ----------- | ----------- | ----------- | ----------- | ----------- | ----------- | ----------- | ----------- |
| 2005 | Kontiolahti | 25.         | 11.         | 18.         | nd.         | –           | nd.         | –           |
| 2007 | Martell     | 15.         | 20.         | 16.         | nd.         | –           | nd.         | –           |

### Puchar Świata

#### Miejsca w klasyfikacji generalnej
| Sezon     | Miejsce |
| --------- | ------- |
| 2008/2009 | 49.     |
| 2009/2010 | 25.     |
| 2010/2011 | 19.     |
| 2011/2012 | 14.     |
| 2012/2013 | 72.     |
| 2014/2015 | 87.     |

#### Miejsca na podium chronologicznie
| Lp. | Dzień    | Rok  | Miejscowość     | Konkurencja                | Lokata | Pudła   | Czas biegu | Strata  | Zwycięzca     |
| --- | -------- | ---- | --------------- | -------------------------- | ------ | ------- | ---------- | ------- | ------------- |
| 1.  | 27 marca | 2009 | Chanty-Mansyjsk | Sprint na 7,5 km           | 1.     | 0+0     | 20:49,8    | –       | –             |
| 2.  | 9 marca  | 2011 | Chanty-Mansyjsk | Bieg indywidualny na 15 km | 3.     | 0+2+0+0 | 49:24,1    | +2:15,8 | Helena Ekholm |